# Confine tra Argentina e Uruguay

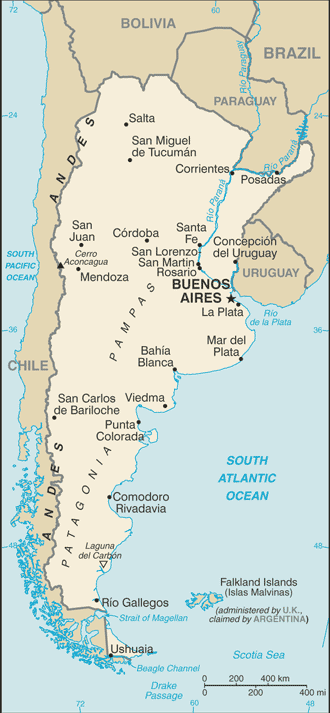
Mappa dell'Argentina con indicati i suoi confini.

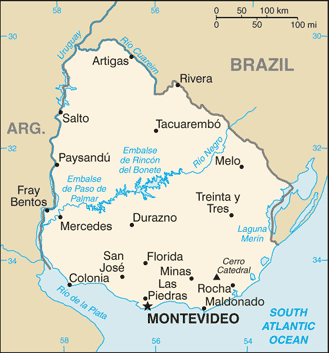
Mappa dell'Uruguay.

Il confine tra l'Argentina e l'Uruguay descrive la linea di demarcazione tra questi due stati. Ha una lunghezza di 579 km.

## Caratteristiche
La linea di confine interessa la parte orientale dell'Argentina e quella occidentale dell'Uruguay. Ha un andamento generale da nord verso sud. Si svolge interamente lungo il corso del fiume Uruguay.
Inizia alla triplice frontiera tra Argentina, Brasile e Uruguay e termina al Río de la Plata.